# Gouvernement Pompidou II
Pour les articles homonymes, voir Gouvernement Georges Pompidou.
Ve République
Gouvernement Georges Pompidou I Gouvernement Georges Pompidou III
Le deuxième gouvernement Georges Pompidou est le 3e gouvernement de la Ve République française.
Cet article présente la composition du gouvernement français sous le Premier ministre Georges Pompidou du 28 novembre 1962 au 8 janvier 1966, pendant la présidence de Charles de Gaulle (1959-1969). Il s’agit du deuxième gouvernement de Georges Pompidou.

## Contexte de formation

### Choix des ministres
L'essentiel des membres du gouvernement était déjà présent dans le précédent gouvernement. Christian Fouchet est nommé ministre de l'éducation nationale en remplacement de Pierre Sudreau qui avait démissionné en octobre. Alain Peyrefitte devient ministre de l'information.

### Profil sociologique
18,2 % des ministres sont issus des professions libérales, et 18,2 % des cadres supérieurs du privé. La haute fonction publique française fournit 47 % des ministres, dont 30,3 % de préfets et diplomates, 9,1 % de hauts fonctionnaires issus des grands corps de l’État et 6,1 % des autres administrations de la haute fonction publique.
3 % des ministres sont d'anciens enseignants du supérieur, 0 % sont enseignants du secondaire, et 15,1 % ont eu une profession intellectuelle.

## Composition initiale
Le Premier ministre est nommé le 28 novembre 1962, et les membres du gouvernement le 6 décembre 1962.

### Premier ministre
| Image | Fonction         |  | Nom              | Parti   |
| ----- | ---------------- |  | ---------------- | ------- |
|       | Premier ministre |  | Georges Pompidou | UNR-UDT |

### Ministres d'État
| Image | Fonction                                                                               |  | Nom             | Parti   |
| ----- | -------------------------------------------------------------------------------------- |  | --------------- | ------- |
|       | Ministre d'État, chargé des Affaires culturelles                                       |  | André Malraux   | UNR-UDT |
|       | Ministre d'État, chargé des Départements et territoires d'Outre-mer                    |  | Louis Jacquinot | RI      |
|       | Ministre d'État, chargé de la Réforme administrative                                   |  | Louis Joxe      | UNR-UDT |
|       | Ministre d'État, chargé de la Recherche scientifique, Questions atomiques et spatiales |  | Gaston Palewski | UNR-UDT |

### Ministres
| Image          | Fonction                                               |  | Nom                       | Parti   |
| -------------- | ------------------------------------------------------ |  | ------------------------- | ------- |
|                | Garde des Sceaux, ministre de la Justice               |  | Jean Foyer                | UNR-UDT |
|                | Ministre des Affaires étrangères                       |  | Maurice Couve de Murville | UNR-UDT |
|                | Ministre de l'Intérieur                                |  | Roger Frey                | UNR-UDT |
|                | Ministre des Armées                                    |  | Pierre Messmer            | UNR-UDT |
|                | Ministre des Finances et des Affaires économiques      |  | Valéry Giscard d'Estaing  | RI      |
|                | Ministre délégué chargé de la Coopération              |  | Raymond Triboulet         | UNR-UDT |
|                | Ministre de l'Éducation nationale                      |  | Christian Fouchet         | UNR-UDT |
|                | Ministre des Travaux publics et des Transports         |  | Marc Jacquet              | UNR-UDT |
|                | Ministre de l'Industrie                                |  | Michel Maurice-Bokanowski | UNR-UDT |
|                | Ministre de l'Agriculture                              |  | Edgard Pisani             | DVG     |
|                | Ministre du Travail                                    |  | Gilbert Grandval          | UNR-UDT |
|                | Ministre de la Santé publique et de la Population      |  | Raymond Marcellin         | RI      |
| Jacques Maziol | Ministre de la Construction                            |  | Jacques Maziol            | UNR-UDT |
|                | Ministre des Anciens Combattants et Victimes de guerre |  | Jean Sainteny             | UNR-UDT |
|                | Ministre des Postes et Télécommunications              |  | Jacques Marette           | UNR-UDT |
|                | Ministre de l'Information                              |  | Alain Peyrefitte          | UNR-UDT |
|                | Ministre des Rapatriés                                 |  | François Missoffe         | UNR-UDT |

### Secrétaires d'État
| Image | Fonction                                                 | Ministre de rattachement |  | Nom                   | Parti   |
| ----- | -------------------------------------------------------- | ------------------------ |  | --------------------- | ------- |
|       | Secrétaire d'État chargé des Affaires algériennes        | Premier ministre         |  | Jean de Broglie       | RI      |
|       | Secrétaire d'État chargé des Relations avec le Parlement | Premier ministre         |  | Pierre Dumas          | UNR-UDT |
|       | Secrétaire d'État chargé des Affaires étrangères         | -                        |  | Michel Habib-Deloncle | UNR-UDT |
|       | Secrétaire d'État chargé du Budget                       | -                        |  | Robert Boulin         | UNR-UDT |

## Modifications

### Changement d'attribution du 20 mars 1963
- Secrétaire d'État chargé des Relations avec le Parlement, chargé du Tourisme et de la Promotion sociale : Pierre Dumas (précédemment aux relations avec le parlement)

### Création de secrétariat d'État du 11 juin 1963[4]
- Secrétaire d’État à la Jeunesse et aux Sports : Maurice Herzog

### Remaniement du 23 juillet 1964
- Changement d’attribution : ministre de l'Intérieur et des Rapatriés : Roger Frey (précédemment ministre de l'Intérieur)
- Suppression du poste de François Missoffe, ministre des Rapatriés, « sa mission étant terminée ».

### Remaniement du 23 février 1965
- Secrétaire d’État auprès du Premier ministre, chargé de la Recherche scientifique et des Questions atomiques et spatiales : Yvon Bourges, en remplacement de Gaston Palewski nommé président du Conseil constitutionnel.

## Répartition partisane
| Parti                          | Parti                                                             | Premier ministre | Ministres d'État | Ministres | Secrétaires d'État | Total |
| ------------------------------ | ----------------------------------------------------------------- | ---------------- | ---------------- | --------- | ------------------ | ----- |
| Répartition le 7 décembre 1962 | Répartition le 7 décembre 1962                                    | 1                | 3                | 13        | 10                 | 28    |
|                                | Union pour la nouvelle République - Union démocratique du travail | 1                | 3                | 14        | 3                  | 21    |
|                                | Républicains indépendants                                         |                  | 1                | 2         | 1                  | 4     |
|                                | Divers gauche                                                     |                  | 1                |           | 1                  |       |

## Démission
Ce gouvernement a démissionné à la suite de la réélection du général de Gaulle à la présidence de la République (JO du 9 janvier 1966). Le général De Gaulle renomme le même jour Pompidou qui formera son troisième gouvernement.